# Panetela wolffi
Panetela wolffi är en kräftdjursart som beskrevs av Joseph F. Siebenaller och Robert Raymond Hessler 1981. Panetela wolffi ingår i släktet Panetela och familjen Nannoniscidae.
Artens utbredningsområde är Mexikanska golfen. Inga underarter finns listade i Catalogue of Life.